# Saint-Yrieix-le-Déjalat
Saint-Yrieix-le-Déjalat is een gemeente in het Franse departement Corrèze (regio Nouvelle-Aquitaine) en telt 392 inwoners (1999). De plaats maakt deel uit van het arrondissement Tulle.

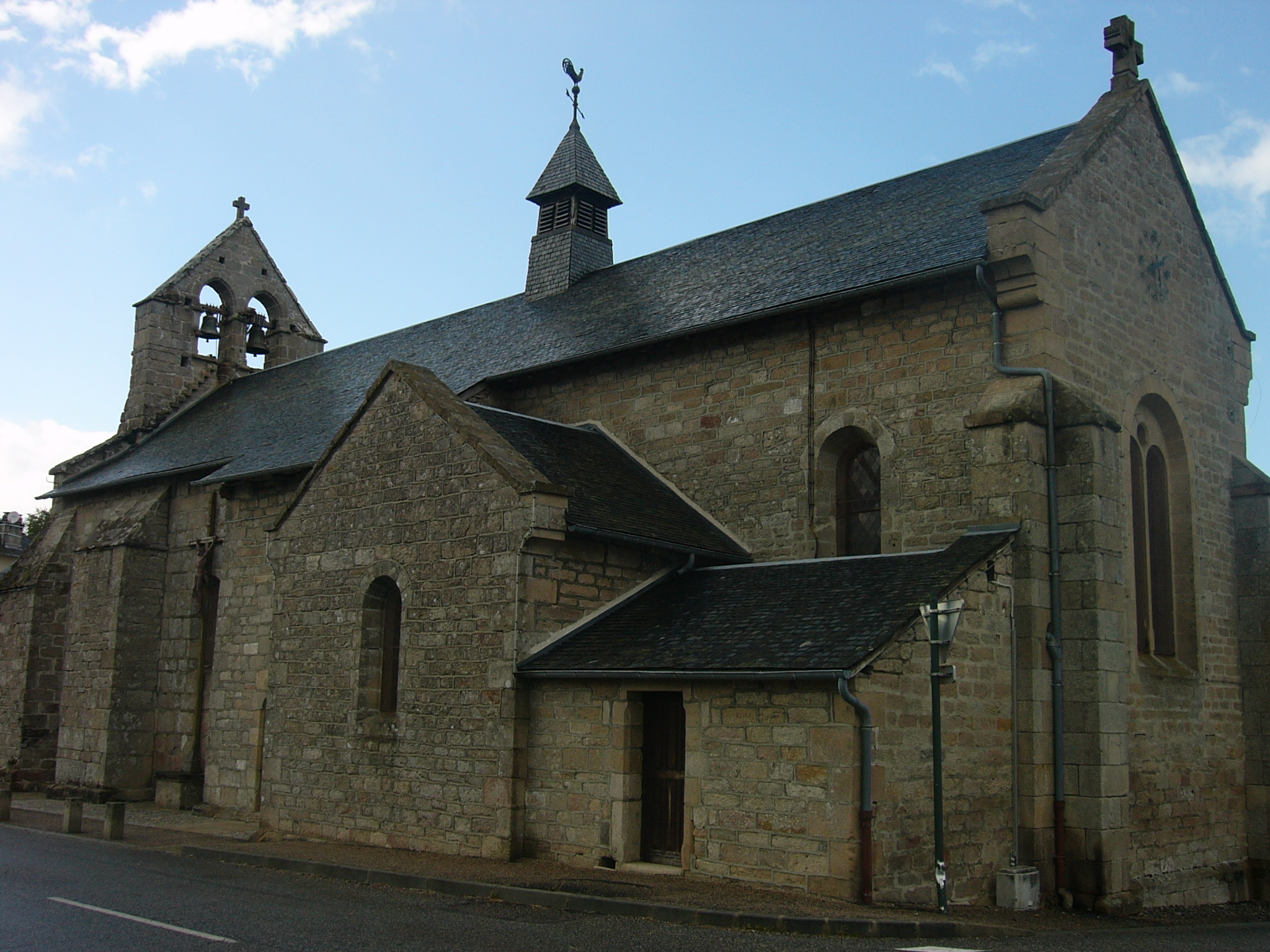
Kerk van Saint-Yrieix-le-Déjalat

## Geografie
De oppervlakte van Saint-Yrieix-le-Déjalat bedraagt 42,3 km², de bevolkingsdichtheid is 9,3 inwoners per km².
De onderstaande kaart toont de ligging van Saint-Yrieix-le-Déjalat met de belangrijkste infrastructuur en aangrenzende gemeenten.

## Demografie
Onderstaande figuur toont het verloop van het inwonertal (bron: INSEE-tellingen).